# Pacific Surfliner

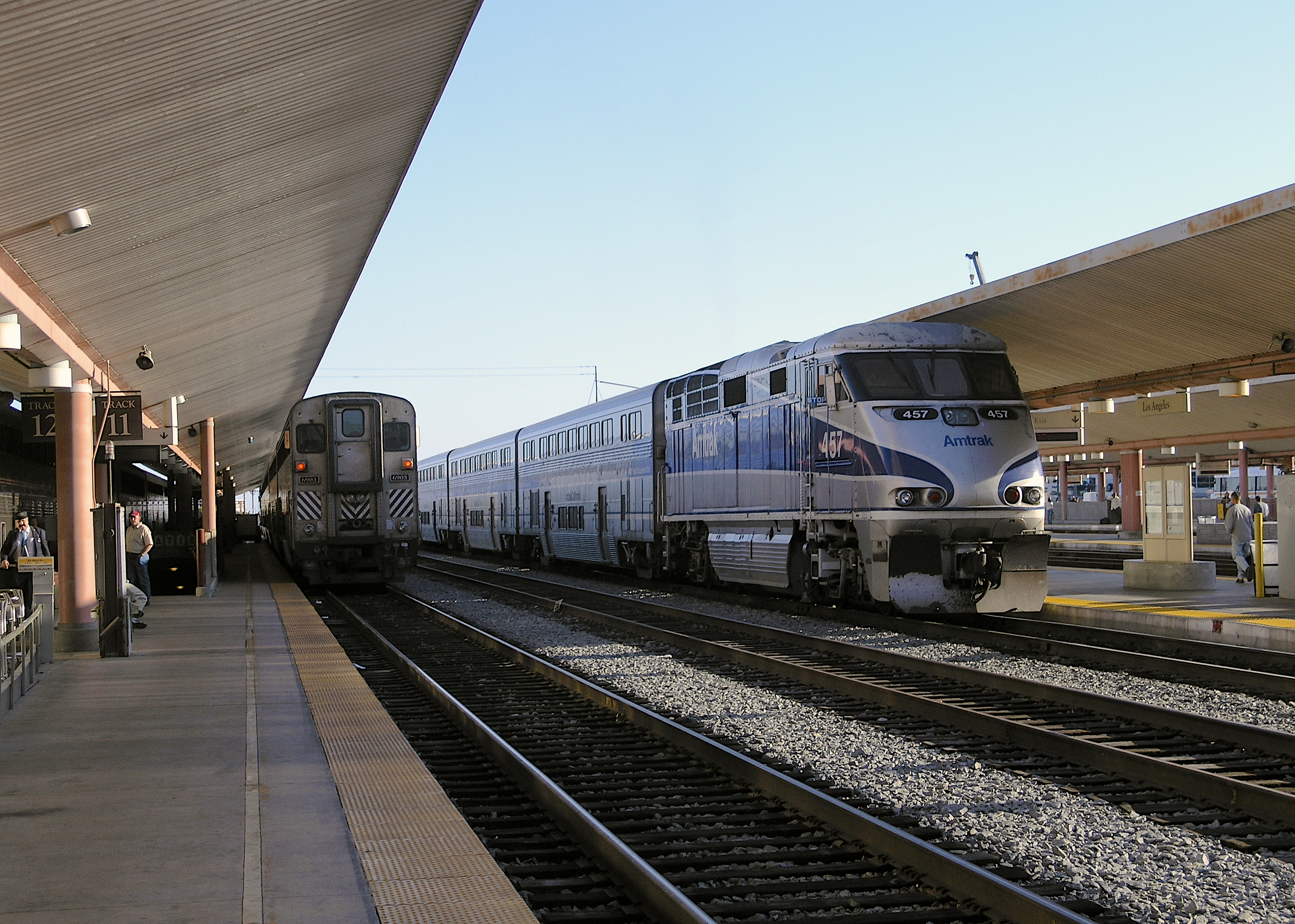
Trenes Pacific Surfliner en la Union Station (Los Ángeles).

El Pacific Surfliner es un tren de pasajeros de 563 km de Amtrak que sirve a las comunidades de las costas del Sur de California entre San Diego y San Luis Obispo. Con 2.7 millones de pasajeros en el año fiscal del 2007, esta es la línea de Amtrak más usada fuera del Corredor Noreste., y recauda el 59.1% de sus gastos operativos por medio de la venta de boletos.

## Ruta

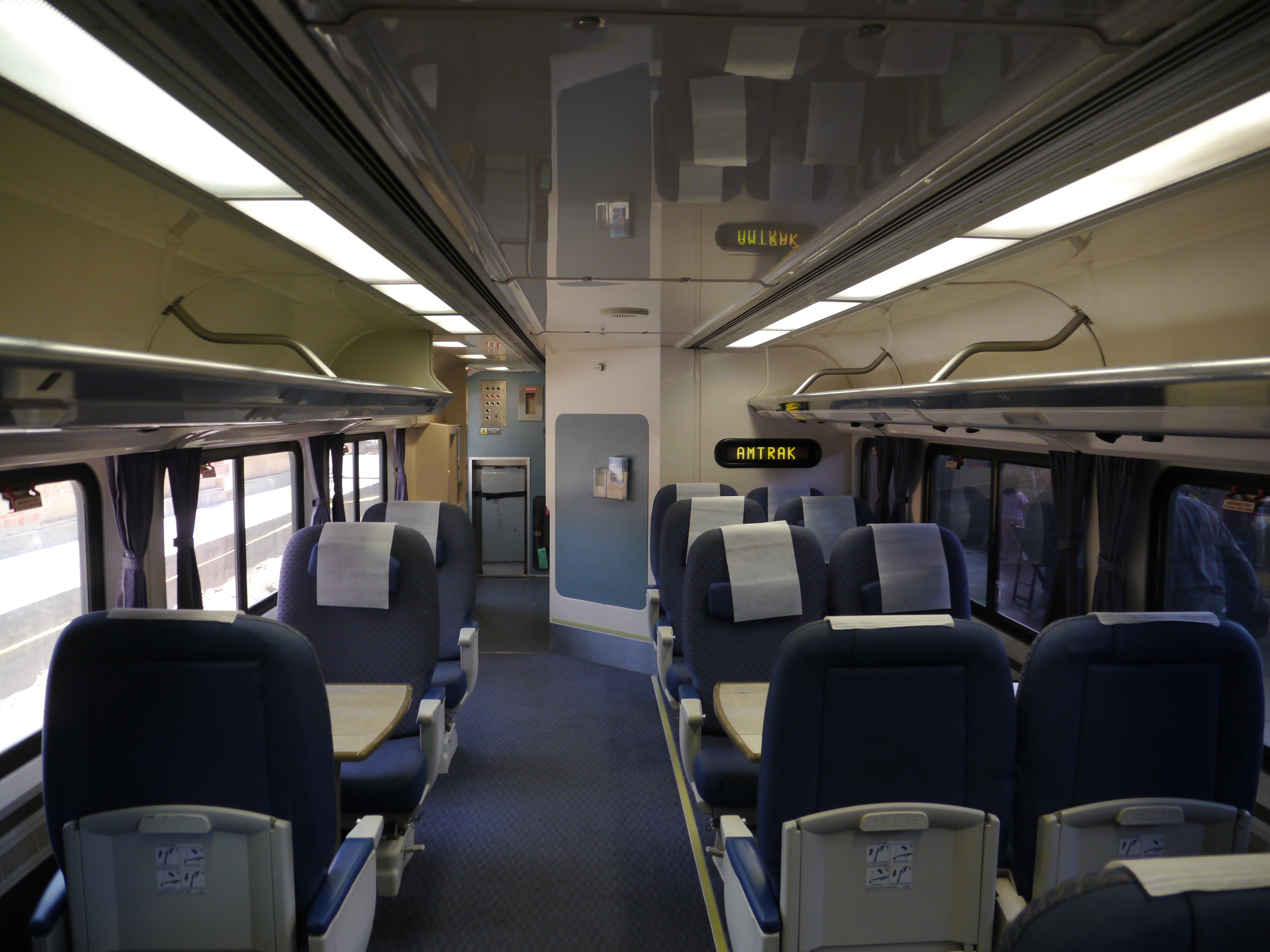
Adentro de un Surfliner, en Clase Business.

En la parte más septentrional hay cuatro trenes por día en cada dirección; y en el lado de Los Ángeles a San Diego, alrededor de un tren por hora. Las conexiones del Thruway Motorcoach están disponible entre Santa Bárbara y Paso Robles durante las horas en la que esa parte de las vías de la Línea Coast están en uso por los trenes de carga. La ruta se llama así por el Ferrocarril Santa Fe (ahora operado por la línea Surf del Autoridad Regional de Ferrocarriles del Sur de California) Surf Line. En el paso de los años, el número de pasajeros y trenes en la ruta ha incrementado considerablemente; a finales de los años 1970 sólo había tres viajes redondo entre Ángeles y San Diego.
Debido a que ni San Diego, San Luis Obispo o Goleta están equipados con los acoplamiento en Y o tornavía, los trenes que transitan en la Pacific Surfliner son ordenados para que el último vagón (el de control) es uno de los que están equipados con controles de ingeniería , para que los trenes puedan ser operados desde ambos extremos, permitiendo una torna vía rápida. Este es conocido como la configuración "contrafase". Antes de las locomotoras, tos trenes estaban acoplados en Y en San Diego en su viaje de regreso. La Estación Unión de Los Ángeles es una red de fragmento de la línea principal, lo que significa que los trenes que salen de Los Ángeles entran con el lado contrario. La locomotora está en la parte trasera, "empujando" el tren desde Goleta/San Luis Obispo o San Diego a Los Ángeles. En Los Ángeles, el tren "regresa otra vez" a la estación, y, la locomotora de regreso "hala" el tren a San Diego o Goleta/San Luis Obispo, respectivamente. Actualmente se tiene planeado un proyecto que transitará sobre la Estación Union.
Toda la ruta desde San Luis Obispo hacia San Diego es de 350 millas (563 kilómetros), y toma hasta ocho horas y medias. Gran parte de la ruta escénica del Pacific Surfliner sigue por la costa del pacífico aunque en algunas áreas los trenes viajan por áreas industriales, áreas destinadas para filmar escenas exteriores y grandes granjas por la Cuenca de Los Ángeles y el Valle de San Fernando. El Pacific Surfliner opera diariamente 11 trenes en cada sentido entre Los Ángeles y San Diego y los fines de semana hasta 12 en ambos lados.
Por lo general el Pacific Surfliner siempre llega a tiempo; sin embargo, el último tren del Sur (Tren 796) podría tardarse hasta una hora si el Tren 11 (el Coast Starlight) de Seattle es atrasado.
Aunque es operado por Amtrak, el Pacific Surfliner esta principalmente financiado con fondos disponibles del Departamento de Transporte del Estado de California (Caltrans) y es operado por Amtrak California.
A principios de marzo de 1938, estuvo bajo el Ferrocarril de Atchison, Topeka y Santa Fe y después por Amtrak hasta finales de los años 1990, este mismo servicio era llamado como el Sandieguino.

## Accidentes
- El 14 de febrero de 2005, un tren con sentido norte quedó atrapado en las vías en Oxnard. El impacto del choque causó que la locomotora se separara de los seis vagones de pasajeros que jalaba. Nadie murió pero dos personas a bordo fueron enviadas al hospital, Afortunadamente, ninguno de ellos de gravedad.
- El 23 de octubre de 2007, un tren con sentido norte chocó con un camión que estaba estacionado en las vías en Moorpark. Según el conductor, no había ningún semáforo que le advirtieran ("estaba oscuro durante el accidente", informó). Nadie resultó herido y los pasajeros afirmaron que el impacto fue tan pequeño que continuaron rápidamente con el viaje.
- El 21 de abril de 2008, un tren con sentido sur chocó un mató a un hombre peatón que estaba en las vías en Carlsbad. El choque detuvo las luces de tráfico en ambas direcciones y los pasajeros se salieron del tren una hora después del accidente.
- El 3 de julio de 2008, un tren con sentido sur chocó con un automóvil que cruzaba las vías en Ventura. Durante el accidente, había dos personas, uno murió y la otra persona fue herida gravemente. Ninguno de los 196 pasajeros a bordo resultó herido, pero el tren fue detenido en la escena debido al accidente.